# Telos (revista)
Telos es una revista académica trimestral revisada por pares que publica artículos sobre política, filosofía y teoría crítica, con especial atención a las cuestiones políticas, sociales y culturales contemporáneas.
Fundada en mayo de 1968 con la intención de proporcionar a la Nueva Izquierda de una perspectiva teórica coherente, en la década de 1980 giró políticamente hacia la derecha.

## Indexación
La revista está resumida e indexada en Social Sciences Citation Index, Arts and Humanities Citation Index, Current Contents/Social & Behavioral Sciences y Current Contents/Arts & Humanities. Según Journal Citation Reports, la revista tiene un factor de impacto de 0,065 en 2013, lo que la ubica en el puesto 133 entre 138 revistas en la categoría "Sociología".